# Edderkoppen Teater
59°55′5.07″N 10°44′22.89″Ø / 59.9180750°N 10.7396917°Ø
Edderkoppen Teater er et teater på St. Olavs plads i Oslo. Teatret er mest kendt for dets mange revyer
Teatret har 600 pladser, og bruges også meget til andre ting end revyer som for eksempel: konferencer, events o.l. Knud Dahl er administrerende direktør

## Historie
1942 overtog Leif Juster Søilen Teater i Keysersgate i Oslo. Teatrets første revy, "Saker og ting", havde premiere 3. september samme år. Det viste sig at teatersalonen var for lille, og i 1945 flyttede Edderkoppen til et teaterlokale på St. Olavs plads. Einar Schanke overtok lokalerne i 1967, og teatret skiftede navn til ABC-teatret. Teatret beholdt dog de gode revytraditioner under Schankes ledelse. I 1992 døde Einar Schanke, og Tom Sterri, Ketil Aamodt og Anders Moland overtog teatersalonen.
Lille julaften 1999 blev teatret totalskadet efter en kraftig eksplosion. Et ejendomsselskab som ejede et hotel nær teatret, købte ejendommen. Selskabet forpligtede sig samtidig til at genopbygge teatret – og bygningen skulle være mindst lige så stor som den gamle. August 2003 var genopbygningen færdig, og teatret skiftede tilbage til sit oprindelige navn: Edderkoppen Teater. .